# Die Reste meines Lebens
Die Reste meines Lebens ist ein deutscher Spielfilm aus dem Jahr 2016. Er feierte seine Weltpremiere im Oktober 2016 in Brasilien auf dem 40. Sao Paulo International Film Festival. Auf dem 38. Filmfestival Max Ophüls Preis im Januar 2017, bei dem die Deutschland-Premiere stattfand, gewann der Film den Fritz-Raff-Drehbuchpreis und den Preis der Jugendjury. Am 25. Mai 2017 startete der Film in den deutschen Kinos und schaffte den Sprung in die Arthouse Top 10.

## Handlung
Schimon ist ein Glückskind. Mit 23 geht er nach Amerika. In San Francisco hat er die Liebe seines Lebens gefunden und seine Leidenschaft für die Welt der Töne zum Beruf gemacht. Er ist überzeugt, dass es das Schicksal gut mit ihm meint. „Es kommt alles so, wie es kommen soll.“ – hat ihm schon sein Großvater prophezeit. Doch als er zurück nach Deutschland zieht, verliert er alles. Trotzdem hält er an seiner positiven Lebenseinstellung fest und kämpft, statt zu resignieren. Er scheint Recht zu behalten. Als er der lebensfrohen Milena begegnet, verliebt er sich Hals über Kopf und ist bereit für einen Neuanfang. In einer Achterbahnfahrt der Gefühle muss er herausfinden, ob es das Schicksal wirklich gut mit ihm meint.

## Produktion
Die Reste meines Lebens wurde in 35 Tagen gedreht. Der Film entstand als Kinokoproduktion der kurhaus production aus Baden-Baden mit dem SWR und ARTE. Die Redaktion lag bei Brigitte Dithard, SWR, und Barbara Häbe, ARTE. Der Film wurde von der MFG Filmförderung, der Filmförderungsanstalt (FFA) und dem DFFF gefördert. Die Dreharbeiten fanden im Sommer 2015 in Baden-Württemberg statt. Camino Filmverleih aus Stuttgart brachte den Film in die deutschen Kinos.

## Auszeichnungen
- 2017: Filmfestival Max Ophüls Preis – Fritz-Raff-Drehbuchpreis[3]
- 2017: Filmfestival Max Ophüls Preis – Preis der Jugendjury[3]
- 2017: Neiße Filmfestival – Publikumspreis[7]

## Kritiken
„Eine gewaltige und berührende Talentprobe, die Mut macht für die Zukunft des deutschen Films.“

„Die Reste meines Lebens ist ein cineastischer Glücksgriff.“

„Erstaunlich souverän und sensibel jongliert Debütant Jens Wischnewski mit großen Themen wie Liebe, Verlust und Trauer. Ihm gelingt ein wunderbar warmherziger Film, der lebensklug und mit feinem Humor seinen Hans im Glück einer harten Hiobsprüfung unterzieht.“

„Wischnewskis bemerkenswerter Film besticht durch herausragende darstellerische Leistungen des Ensembles um Christoph Letkowski und Luise Heyer.“

„In seinem Spielfilmdebüt wagt es Jens Wischnewski, mit großem Gefühl, viel Energie und sogar mit Humor existentielle Fragen zu stellen. Dass er bei diesem großen Anspruch nicht scheitert, liegt zum einen an seinen wunderbaren, absolut überzeugenden Darstellern, Christoph Letkowski und Luise Heyer, aber auch an der Ernsthaftigkeit und Aufrichtigkeit, mit der er sich dem schwierigen Thema stellt.“